# シャーロック・ホームズとワトソン博士 (映画)
『シャーロック・ホームズとワトソン博士』（シャーロック・ホームズとワトソンはかせ、ロシア語: Шерлок Холмс и доктор Ватсон シャーロク ホームス イ ドクトル ヴァトソン）は、ソ連のレンフィルム映画スタジオで製作され、
1980年に放送されたテレビ放映用の長編劇映画である。いわゆるロシア版ホームズの第1作目である。

## 概要
全体は二部構成となっており、ソ連での初放映時には各部の間にニュース番組が挿入された。第一部「交流（原語の直訳では“知り合いになること”である）」は短編「まだらの紐」を、第二部「血の署名」は長編『緋色の研究』に基づいている。部分的にアーサー・コナン・ドイルによるその他のホームズもの小説から脚色したシーンもある。
撮影は1979年夏に行われ、同年秋にレンフィルムの芸術会議では一か所だけ注意を受けて承認された。折悪しくソ連のアフガニスタン侵攻があったため、ホームズとワトソンが最初に出会うシーンの会話で「アフガニスタン」という言葉を別の表現に替える必要があるとされた。ソ連での最初の放映は1980年3月22日であり、それに先立って小規模ながら劇場公開もされた。
当時のソ連においては、映画用の35mmフィルムでテレビ放映用劇映画が制作され、本作の場合は監督やスタッフも通常の劇映画と全く変わらなかった。映画技術的に見た水準の高さに加えて、内容的にも政治性皆無で良質の娯楽映画の一つとして完成されており、またドイルの原作に忠実でありながらホームズとワトソンの出会いと友情の物語を克明に描いたドラマでもある。そのため、“停滞の時代”末期の社会的現実や文化への統制に幻滅していたソ連の視聴者から、絶大な支持を得た。
視聴者から届いたファンレターに続編への要望が多かったために、本作の制作を委託した国営テレビ局とレンフィルムは、同スタジオの「テレビ映画創作班」の主任であったマスレンニコフ監督に同じキャストで次のホームズものを演出するよう依頼した。このロシア版ホームズは、最終的には1986年の『20世紀が始まる』まで断続的に5本製作され、現在に至るまでロシアや旧ソ連圏で広範な人気を維持しているだけでなく、現在では英語圏での再評価も進んでいる。

## キャスト
- ワシーリー・リヴァーノフ （シャーロック・ホームズ）
- ヴィターリー・ソローミン （ワトソン博士）
- リナ・ゼリョーナヤ （ハドソン夫人）

### 第一部　交流
- ゲンナジー・ボガチョーフ （スタンフォード）
- マリヤ・ソローミナ（ヘレン＆ジュリア・ストーナー）
- フョードル・アジナーコフ（ロイロット博士）

### 第二部　血の署名
- ボリスラフ・ブロンドゥコフ（レストレード警部）
- イーゴリ・ドミートリエフ （グレグスン警部）
- ニコライ・カラチェンツォフ（ジェファーソン・ホープ）
- ヴィクトル・アリストフ （ジョセフ・スタンガソン）
- アドルフ・イリイン （イーノック・ドレッバー）